# Volcán de Agua
Volcán de Agua (hiszp. „wulkan wody”) – wulkan w południowej Gwatemali, w departamencie Sacatepéquez. Wysokość wulkanu wynosi 3760 m n.p.m. Wznosi się 3500 m ponad równinę nadbrzeżną Pacyfiku i 2000 m nad rozciągającymi się na północ wyżynami. Niedaleko znajdują się dwa bliźniacze wulkany de Fuego i Acatenango.
U podnóży wulkanu leżą miasta Antigua Guatemala (w odległości około 10 km na północ) i Escuintla (20 km na południe). W dolnych częściach zboczy wulkanu uprawia się kawę.
W 1541 spływ błotny z wulkanu de Agua spowodował zniszczenie pierwszej stolicy Gwatemali Ciudad Vieja. Po tym wydarzeniu stolicę przeniesiono do miasta Antigua Guatemala, a wulkan otrzymał nazwę Volcán de Agua. W czasach historycznych nie odnotowano żadnej erupcji, również badania osadów wskazują, że wulkan ten nie był aktywny w holocenie.